# Euphyia aurea
Euphyia aurea là một loài bướm đêm trong họ Geometridae.